# Mikoyan-Gurevich Ye-150
Dòng máy bay Mikoyan-Gurevich Ye-150 là một loạt các mẫu thử máy bay tiêm kích đánh chặn, được viện thiết kế Mikoyan-Gurevich thiết kế chế tạo tại Liên Xô từ năm 1955.

## Biến thể

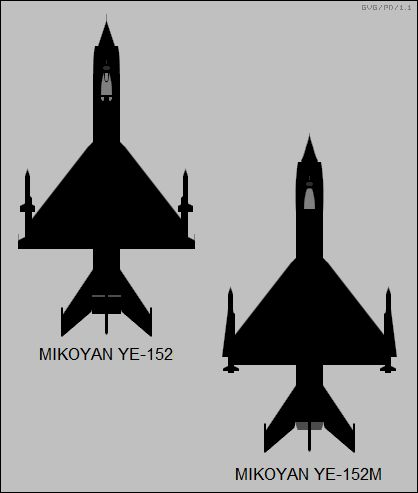
Ye-152 và Ye-152M

Ye-150
Ye-151
Ye-152
Ye-152A
Ye-152P
Ye-152M
Ye-166
MiG-23

## Tính năng kỹ chiến thuật (Ye-152-1)
Dữ liệu lấy từ Gordon
Đặc tính tổng quan
- Chiều dài: 19,656 m (64 ft 6 in)
- Sải cánh: 8,793 m (28 ft 10 in)
- Diện tích cánh: 40,02 m2 (430,8 foot vuông)
- Trọng lượng rỗng: 10.900 kg (24.030 lb) 10900
- Trọng lượng cất cánh tối đa: 14.350 kg (31.636 lb)
- Động cơ: 1 × Tumansky R-15-300 động cơ tuốc bin phản lực, 66,7 kN (15.000 lbf) thrust thô, 99,6 kN (22.400 lbf) có đốt tăng lực

Hiệu suất bay
- Vận tốc cực đại: 3.030 km/h (1.883 mph; 1.636 kn) @ 15400m (50.520ft) mach 2,8+
- Tầm bay: 1.470 km (913 mi; 794 nmi)
- Trần bay: 22.680 m (74.409 ft)
- Vận tốc lên cao: 62,5 m/s (12.300 ft/min) 5,33 phút lên độ cao 20000m (65620ft)
- Thời gian lên độ cao: 4,5 phút lên độ cao 20000m (65620ft)

Vũ khí trang bị

- Súng: (Ye-151) 2x pháo TKB-495 hoặc TKB-539
- Tên lửa: (đề xuất) Tên lửa không đối không: 2xK-7 hoặc 2xK-6 hoặc 2xK-9

Hệ thống điện tử

- Hệ thống điều khiển Vũ khí Uragan-5